# 滇北乌头
滇北乌头（学名：Aconitum iochanicum）为毛茛科乌头属下的一个种。

## 扩展阅读
維基物種上的相關：滇北乌头